# 1923 Осиріс
1923 Осиріс (1923 Osiris) — астероїд головного поясу, відкритий 24 вересня 1960 року. Названий на честь єгипетського бога Осиріса.
Тіссеранів параметр щодо Юпітера — 3,497.